# Kingdom of the Night (canción)
«Kingdom of the Night» —en castellano: «Reino de la noche»— es una canción de la agrupación alemana de heavy metal Axxis y apareció por primera ocasión en el álbum homónimo lanzado por EMI Music en 1989. Fue compuesta por Bernhard Weiss y Walter Pietsch.

## Lanzamiento y contenido
Seguido de su antecesor «Living in a World», este tema fue publicado como el segundo sencillo del álbum Kingdom of the Night en formato de disco de vinilo y CD en 1989. Fue producido por Weiss, Pietsch y Rolf Hanekamp. La versión alemana numera «For a Song» como canción secundaria.

## Diferentes formatos
La melodía se lanzó en diferentes versiones y formatos, lo cual contrajo a enlistar distintas canciones según el formato y región de publicación. En la edición de disco compacto se incluyó una versión acústica del tema principal, que a la postre aparecería en las reediciones de Kingdom of the Night de 1993 y 2003.

## Listado de temas
Todas las canciones fueron escritas por Bernhard Weiss y Walter Pietsch.

Versión alemana de 7 pulgadas

| Cara A |                        |          |  |
| N.º    | Título                 | Duración |  |
| 1.     | «Kingdom of the Night» | 3:51     |  |

| Cara B |              |          |  |
| N.º    | Título       | Duración |  |
| 2.     | «For a Song» | 4:03     |  |
| 7:54   |              |          |  |

Versión británica de 7 pulgadas

| Cara A |                        |          |  |
| N.º    | Título                 | Duración |  |
| 1.     | «Kingdom of the Night» | 3:51     |  |

| Cara B |               |          |  |
| N.º    | Título        | Duración |  |
| 2.     | «Young Souls» | 3:16     |  |
| 7:07   |               |          |  |

Versión alemana de 12 pulgadas

| Cara A |                        |          |  |
| N.º    | Título                 | Duración |  |
| 1.     | «Kingdom of the Night» | 3:51     |  |

| Cara B |                                           |          |  |
| N.º    | Título                                    | Duración |  |
| 2.     | «Kingdom of the Night» (versión acústica) | 3:05     |  |
| 3.     | «For a Song»                              | 4:03     |  |
| 10:59  |                                           |          |  |

Versión británica de 12 pulgadas

| Cara A |                        |          |  |
| N.º    | Título                 | Duración |  |
| 1.     | «Kingdom of the Night» | 3:51     |  |

| Cara B |                       |          |  |
| N.º    | Título                | Duración |  |
| 2.     | «Young Souls»         | 3:16     |  |
| 3.     | «Kings Made of Steel» | 3:31     |  |
| 10:37  |                       |          |  |

| Versión de disco compacto |                                           |          |  |
| N.º                       | Título                                    | Duración |  |
| 1.                        | «Kingdom of the Night»                    | 3:51     |  |
| 2.                        | «Kingdom of the Night» (versión acústica) | 3:05     |  |
| 3.                        | «For a Song»                              | 4:03     |  |
| 10:59                     |                                           |          |  |

## Créditos

### Axxis
- Bernhard Weiss — voz principal y guitarra
- Walter Pietsch — guitarra
- Werner Kleinhans — bajo
- Richard Michalski — batería

### Músicos adicionales
- Tobias Becker — teclados
- Ava Cimiotti — coros
- Frank Pieper — coros